# Buffalo (NFL)
Buffalo, Nueva York tuvo un turbulento equipo en la era temprana de la National Football League, el cual operó bajo tres nombres diferentes y varios dueños diferentes de 1920 a 1929. 

## Historia
La ciudad de Buffalo tuvo una franquicia de la NFL mucho tiempo antes de su actual equipo, los Buffalo Bills. Esa primera franquicia fue fundada en 1920 en la American Professional Football Association. La franquicia se llamó Buffalo All-Americans de 1920 a 1923, Buffalo Bisons de 1924 a 1925, 1927 y 1929, y Buffalo Rangers en 1926. Enfrentando problemas financieros en 1928, no participaron en la temporada.
Los Buffalo All-Americans tuvieron éxito en su primer par de temporadas, finalizando con una marca de temporada regular de 9-1-1 en 1920 donde se convirtieron en el primer equipo profesional de la NFL en ganar por márgenes de 20 puntos o más en cada uno de sus cuatro primeros juegos, un récord marcado entre asteriscos que no fue empatado hasta que la ofensiva de 2007 de los New England Patriots logró hacer lo mismo al ganar sus primeros cuatro juegos también por más de 20 puntos el 1 de octubre de 2007; este record entre asteriscos es porque en la era temprana de la NFL, los All-Americans jugaron varios partidos en contra de equipos que no estaban afiliados a la liga en esas primeras cuatro victorias de 1920.
En 1921 terminaron con marca de 9-1-2, quedándose a solo un juego de ganar el campeonato en su segunda campaña (el cual fue otorgado por voto del comité ejecutivo de la APFA a los Chicago Staleys en enero de 1922) ya que terminaron empatados en la tabla de posiciones con Chicago, pero los ejecutivos consideraron que de los dos enfrentamientos que tuvieron, el segundo juego (el que ganó Chicago) había sido más importante que el primero (el que ganó Buffalo).
Bajo el liderazgo del entrenador- jugador Tommy Hughitt, los All-Americans, a pesar de que ya nunca alcanzaron el éxito de sus primeros dos años, continuaron teniendo buenas temporadas. Sin embargo, después de la salida de Hughitt al final de la campaña de 1924, el equipo tuvo muchos problemas en lo que les quedó de vida como equipo profesional. A partir de ese punto, el equipo tuvo varios cambios de nombre y de dueño, pero nada parecía funcionar, ya que solo ganaron seis juegos (cuatro de ellos en la temporada de 1926) en las siguientes cuatro temporadas. Finalmente, después de no jugar un solo partido en 1928, la franquicia original de Buffalo tuvo que retirarse después de la campaña de 1929.
Con la excepción de los tres equipos que aún tienen descendientes directos en la NFL, los Decatur Staleys, los Chicago Cardinals y los Dayton Triangles, Buffalo fue el equipo de más larga vida de todos los equipos fundadores de la liga.
El equipo no tiene relación oficial con las futuras franquicias de fútbol americano profesional de la ciudad de Buffalo: los Buffalo Indians y los Tigers de la tercera American Football League, los Buffalo Bisons de la AAFC, o los Buffalo Bills modernos que fueron uno de los equipos de la AFL (formada en 1959) que jugaron por primera vez en 1960. 

## Jugadores notables
- Tommy Hughitt
- Elmer Oliphant
- Gus Sonnenberg
- Lud Wray

## Temporada por temporada
|               | Año  | Victorias             | Derrotas              | Empates               | Final                 | Entrenador    | Notas                                                                            |
| ------------- | ---- | --------------------- | --------------------- | --------------------- | --------------------- | ------------- | -------------------------------------------------------------------------------- |
| All-Americans | 1920 | 9                     | 1                     | 1                     | 3º                    | Tommy Hughitt |                                                                                  |
| All-Americans | 1921 | 9                     | 1                     | 2                     | 2º                    | Tommy Hughitt | Perdió el campeonato con los Chicago Staleys en el último juego de la temporada. |
| All-Americans | 1922 | 5                     | 4                     | 1                     | 9º                    | Tommy Hughitt |                                                                                  |
| All-Americans | 1923 | 5                     | 4                     | 3                     | 9º                    | Tommy Hughitt |                                                                                  |
| Bisons        | 1924 | 6                     | 5                     | 0                     | 9º                    | Tommy Hughitt |                                                                                  |
| Bisons        | 1925 | 1                     | 6                     | 2                     | 15º                   | Walt Koppisch |                                                                                  |
| Rangers       | 1926 | 4                     | 4                     | 2                     | 9º                    | Jim Kendrick  |                                                                                  |
| Bisons        | 1927 | 0                     | 5                     | 0                     | 12º                   | Dim Patterson |                                                                                  |
| Bisons        | 1928 | Suspendió operaciones | Suspendió operaciones | Suspendió operaciones | Suspendió operaciones |               |                                                                                  |
| Bisons        | 1929 | 1                     | 7                     | 1                     | 10º                   | Al Jolley     |                                                                                  |